# Eleccions a l'Assemblea de Madrid de 2011
Les eleccions a l'Assemblea de Madrid de 2011 es van celebrar a la Comunitat de Madrid el diumenge, 22 de maig, d'acord amb el Decret de convocatòria realitzat el 28 de març de 2011 i publicat al Butlletí Oficial de la Comunitat de Madrid el dia 29 de març. Es van elegir 129 diputats per a la novena legislatura de l'Assemblea de Madrid.

## Resultats
Quatre candidatures van obtenir representació: el Partit Popular va obtenir 1.548.306 vots (72 diputats), el Partit Socialista Obrer Espanyol 786.297 vots (36 diputats), Esquerra Unida de la Comunitat de Madrid-Los Verdes 287.707 vots (11 diputats) i Unió, Progrés i Democràcia 189.055 vots (8 diputats). Els resultats complets es detallen a continuació:
| Candidatura                                      | Candidatura                                      | Vots      | %                     | Diputats              |
| ------------------------------------------------ | ------------------------------------------------ | --------- | --------------------- | --------------------- |
|                                                  | Partit Popular                                   | 1.548.306 | 51,73                 | 72                    |
|                                                  | Partit Socialista Obrer Espanyol                 | 786.297   | 26,27                 | 36                    |
|                                                  | Esquerra Unida-Els Verts                         | 287.707   | 9,61                  | 13                    |
|                                                  | Unió Progrés i Democràcia                        | 189.055   | 6,32                  | 8                     |
| Ecolo-Verts                                      | Ecolo-Verts                                      | 29.116    | 0,97                  | 0                     |
| Ciutadans en Blanc                               | Ciutadans en Blanc                               | 19.220    | 0,64                  | 0                     |
| Partit Animalista Contra el Maltractament Animal | Partit Animalista Contra el Maltractament Animal | 15.897    | 0,53                  | 0                     |
| Per un món més just                              | Per un món més just                              | 10.330    | 0,35                  | 0                     |
| La Falange                                       | La Falange                                       | 6.424     | 0,21                  | 0                     |
| Partit Comunista dels Pobles d'Espanya           | Partit Comunista dels Pobles d'Espanya           | 5.656     | 0,19                  | 0                     |
| Ciutadans-Partit de la Ciutadania                | Ciutadans-Partit de la Ciutadania                | 4.879     | 0,16                  | 0                     |
| Partit Humanista                                 | Partit Humanista                                 | 3.935     | 0,13                  | 0                     |
| Alternativa Espanyola                            | Alternativa Espanyola                            | 3.690     | 0,12                  | 0                     |
| Unió per Leganés                                 | Unió per Leganés                                 | 3.435     | 0,11                  | 0                     |
| Centre Democràtic Lliberal                       | Centre Democràtic Lliberal                       | 3.169     | 0,11                  | 0                     |
| Partit Castellà                                  | Partit Castellà                                  | 1.722     | 0,06                  | 0                     |
| Fòrum Centre i Democràcia                        | Fòrum Centre i Democràcia                        | 1.639     | 0,05                  | 0                     |
| Solidaritat i Autogestió Internacionalista       | Solidaritat i Autogestió Internacionalista       | 1.300     | 0,04                  | 0                     |
| Vots en blanc                                    | Vots en blanc                                    | 71.458    | 2,39                  | n/a                   |
| Vots vàlids                                      | Vots vàlids                                      | 2.993.235 | 100,00                | 129                   |
| Vots nuls                                        | Vots nuls                                        | 51.114    | Participació: 65,86 % | Participació: 65,86 % |
| Votants                                          | Votants                                          | 3.044.349 | Participació: 65,86 % | Participació: 65,86 % |
| Electors                                         | Electors                                         | 4.622.750 | Participació: 65,86 % | Participació: 65,86 % |

## Diputats escollits
Relació de diputats proclamats electes:
| Núm. | Nom                                   | Llista | Llista  |
| ---- | ------------------------------------- | ------ | ------- |
| 1    | Esperanza Aguirre Gil de Biedma       |        | PP      |
| 2    | Tomás Gómez Franco                    |        | PSOE    |
| 3    | Jaime Ignacio González González       |        | PP      |
| 4    | Francisco José Granados Lerena        |        | PP      |
| 5    | María Amparo Valcarce García          |        | PSOE    |
| 6    | Beatriz María Elorriaga Pisarik       |        | PP      |
| 7    | Lucía Figar de Lacalle                |        | PP      |
| 8    | Gregorio Gordo Pradel                 |        | IUCM-LV |
| 9    | Juan Antonio Barranco Gallardo        |        | PSOE    |
| 10   | Antonio Germán Beteta Barreda         |        | PP      |
| 11   | Javier Fernández-Lasquetty Blanc      |        | PP      |
| 12   | Carmen Menéndez González-Palenzuela   |        | PSOE    |
| 13   | María Gador Ongil Cores               |        | PP      |
| 14   | Luis Velasco Rami                     |        | UPyD    |
| 15   | Ana Isabel Mariño Ortega              |        | PP      |
| 16   | José Carmelo Cepeda García            |        | PSOE    |
| 17   | David Pérez García                    |        | PP      |
| 18   | Eulalia Vaquero Gómez                 |        | IUCM-LV |
| 19   | Engracia Hidalgo Tena                 |        | PP      |
| 20   | Matilde Fernández Sanz                |        | PSOE    |
| 21   | Juan Soler-Espiauba Gallo             |        | PP      |
| 22   | María Cristina Cifuentes Cuencas      |        | PP      |
| 23   | José Quintana Viar                    |        | PSOE    |
| 24   | Pedro Muñoz Abrines                   |        | PP      |
| 25   | Regino García-Badell Arias            |        | PP      |
| 26   | Rosa María Alcalá Chacón              |        | PSOE    |
| 27   | María Elvira Rodríguez Herrer         |        | PP      |
| 28   | Antero Ruiz López                     |        | IUCM-LV |
| 29   | Ramón Marcos Allo                     |        | UPyD    |
| 30   | Esteban Parro del Prado               |        | PP      |
| 31   | Enrique Cascallana Gallastegui        |        | PSOE    |
| 32   | Luis Peral Guerra                     |        | PP      |
| 33   | Rosa María Posada Chapado             |        | PP      |
| 34   | María Encarnación Moya Nieto          |        | PSOE    |
| 35   | José Ignacio Echeverría Echániz       |        | PP      |
| 36   | Alicia Delibes Liniers                |        | PP      |
| 37   | Carmen Villares Atienza               |        | IUCM-LV |
| 38   | Eusebio González Jabonero             |        | PSOE    |
| 39   | Francisco de Borja Sarasola Jáudenes  |        | PP      |
| 40   | Juan Van Halen Acedo                  |        | PP      |
| 41   | Josefa Dolores Pardo Ortiz            |        | PSOE    |
| 42   | Regina Plañiol Lacalle                |        | PP      |
| 43   | María Loreto Ruiz de Alda Moreno      |        | UPyD    |
| 44   | José María de Federico Corral         |        | PP      |
| 45   | José Manuel Franco Pardo              |        | PSOE    |
| 46   | Luis del Olmo Flórez                  |        | PP      |
| 47   | Tania Sánchez Melero                  |        | IUCM-LV |
| 48   | Eva Piera Rojo                        |        | PP      |
| 49   | María Helena Almazán Vicario          |        | PSOE    |
| 50   | Bartolomé González Jiménez            |        | PP      |
| 51   | María Eugenia Carballedo Berlanga     |        | PP      |
| 52   | Antonio Miguel Carmona Sancipriano    |        | PSOE    |
| 53   | Pedro Núñez Morgades                  |        | PP      |
| 54   | Bonifacio de Santiago Prieto          |        | PP      |
| 55   | María Isabel Peces-Barba Martínez     |        | PSOE    |
| 56   | Francisco Javier Rodríguez Rodríguez  |        | PP      |
| 57   | María Josefa Amat Ruiz                |        | IUCM-LV |
| 58   | Elvira María García Piñeiro           |        | UPyD    |
| 59   | María Pilar Liébana Montijano         |        | PP      |
| 60   | José Manuel Freire Campo              |        | PSOE    |
| 61   | Enrique Ruiz Escudero                 |        | PP      |
| 62   | María Luz Bajo Prieto                 |        | PP      |
| 63   | Carla Delgado Gómez                   |        | PSOE    |
| 64   | Jesús Fermosel Díaz                   |        | PP      |
| 65   | Íñigo Henríquez de Luna Losada        |        | PP      |
| 66   | José Luis García Sánchez              |        | PSOE    |
| 67   | Miguel Ángel Reneses González Solares |        | IUCM-LV |
| 68   | María Isabel Redondo Alcaide          |        | PP      |
| 69   | Sonsoles Trinidad Aboín Aboín         |        | PP      |
| 70   | María del Carmen Toledano Rico        |        | PSOE    |
| 71   | Jacobo Ramón Beltrán Pedreira         |        | PP      |
| 72   | Juan Luis Fabo Ordóñez                |        | UPyD    |
| 73   | María Nieves Margarita García Nieto   |        | PP      |
| 74   | Antonio Fernández Gordillo            |        | PSOE    |
| 75   | Álvaro Moraga Valiente                |        | PP      |
| 76   | Jesús Adriano Valverde Bocanegra      |        | PP      |
| 77   | Libertad Martínez Martínez            |        | IUCM-LV |
| 78   | Laura Oliva García                    |        | PSOE    |
| 79   | María Nadia Álvarez Padilla           |        | PP      |
| 80   | Francisco de Borja Carabante Muntada  |        | PP      |
| 81   | Óscar Iglesias Fernández              |        | PSOE    |
| 82   | Eduardo Oficialdegui Alonso de Celada |        | PP      |
| 83   | Germán Alcayde Fort                   |        | PP      |
| 84   | María Paz Martín Lozano               |        | PSOE    |
| 85   | Salvador Victoria Bolívar             |        | PP      |
| 86   | Mauricio Valiente Ots                 |        | IUCM-LV |
| 87   | Marta María Escudero Díaz-Tejeiro     |        | PP      |
| 88   | Enrique Normand de la Sotilla         |        | UPyD    |
| 89   | Mario Lisandro Salvatierra Saru       |        | PSOE    |
| 90   | Pilar Busó Borús                      |        | PP      |
| 91   | Fernando Díaz Robles                  |        | PP      |
| 92   | María Victoria Moreno Sanfrutos       |        | PSOE    |
| 93   | Colomán Trabado Pérez                 |        | PP      |
| 94   | José Cabrera Orellana                 |        | PP      |
| 95   | Jesús Miguel Dionisio Ballesteros     |        | PSOE    |
| 96   | María Espinosa de la Llave            |        | IUCM-LV |
| 97   | María Inmaculada Sanz Otero           |        | PP      |
| 98   | María Carmen González Fernández       |        | PP      |
| 99   | Josefa Navarro Lanchas                |        | PSOE    |
| 100  | José Tomás Serrano Guio               |        | PP      |
| 101  | Raimundo Herraiz Romero               |        | PP      |
| 102  | Pedro Santín Fernández                |        | PSOE    |
| 103  | Alberto Reyero Zubiri                 |        | UPyD    |
| 104  | Eva Tormo Mairena                     |        | PP      |
| 105  | Ana Camins Martínez                   |        | PP      |
| 106  | Sonia Conejero Palero                 |        | PSOE    |
| 107  | Arsenio Rubén Bejarano Ferreras       |        | IUCM-LV |
| 108  | Ángel Fernández Díaz                  |        | PP      |
| 109  | José Miguel Moreno Torres             |        | PP      |
| 110  | Juan Segovia Noriega                  |        | PSOE    |
| 111  | Carlos González Pereira               |        | PP      |
| 112  | María Belén Prado Sanjurjo            |        | PP      |
| 113  | María Teresa González Ausín           |        | PSOE    |
| 114  | María del Carmen Martín Irañeta       |        | PP      |
| 115  | María Isabel Moreno Martínez          |        | IUCM-LV |
| 116  | Miguel Aguado Arnáez                  |        | PSOE    |
| 117  | Álvaro González López                 |        | PP      |
| 118  | Gabriel Julio López López             |        | UPyD    |
| 119  | José María Arribas del Barrio         |        | PP      |
| 120  | María Julia Martínez Torales          |        | PSOE    |
| 121  | Ignacio González Velayos              |        | PP      |
| 122  | Ana Abella Alava                      |        | PP      |
| 123  | Eustaquio Jiménez Molero              |        | PSOE    |
| 124  | Francisco Javier Hernández Martínez   |        | PP      |
| 125  | Joaquín Sanz Arranz                   |        | IUCM-LV |
| 126  | Carmen Pérez-Llorca Zamora            |        | PP      |
| 127  | Modesto Nolla Estrada                 |        | PSOE    |
| 128  | Antonio Pablo González Terol          |        | PP      |
| 129  | María Begoña García Martín            |        | PP      |